# Provstiudvalg
Provstiudvalget er en forvaltningsinstans i den danske folkekirke. Udvalget består af provsten, en præst der repræsenterer provstiets præster, og 4 til 8 læge medlemmer, som vælges af provstiets menighedsråd. Provstiudvalget er altså delvist, indirekte valgt af menighederne. Provstiudvalget fører tilsyn med menighedsrådene i økonomiske og administrative anliggender.
En af provstiudvalgets vigtigste opgaver er at godkende menighedsrådenes budgetter og ud fra dem fordele den kirkeskat der opkræves i kommunen, mellem de forskellige sogne. Heraf følger også, at provstiudvalget i mange tilfælde bliver den myndighed, som må foretage prioritering af større anlægsarbejder ved de forskellige kirker og præstegårde indenfor provstiet eller kommunen.